# Заклинання хробака
Заклинання хробака (англ. Worm charming) — методи вилучення дощових черв'яків із землі. Діяльність зазвичай виконується для збору наживки для риболовлі, але також може мати форму змагального спорту в таких регіонах, як Великобританія та Східний Техас. Як уміння та професія заклинателя хробаків зараз дуже рідкісне, і це мистецтво передається з покоління в покоління, щоб гарантувати його виживання.

## Методи
Більшість методів заклинання черв'яків включають вібрацію ґрунту, яка спонукає черв'яків вибиратися на поверхню. У 2008 році дослідники з Університету Вандербільта стверджували, що хробаки вибираються на поверхню, оскільки вібрації подібні до тих, що виробляються кротами, які полюють на дощових черв'яків. Вібрація ґрунту також використовується багатьма видами птахів, які пожирають черв'яків, коли вони з'являються над землею.
Діяльність відома під кількома різними назвами, а обладнання та техніка значно відрізняються. «Заклинання хробака» загалом означає використання «стоба», дерев'яного кілка, який вбивають у землю, і «заліза для накриття», яким натирають стовп. «Черв'якова гра» також використовує дерев'яний кілок, але затуплену пилку, яку тягнуть по його вершині.
Техніки варіюються від збризкування дерну водою, чаєм і пивом, під музику або просто «дзвоніння» садовими виделками. У деяких організованих змаганнях миючі засоби та механічні копалки були заборонені.

## Нелюдська поведінка тварин
Заклинання хробака — це поведінка, яка також спостерігається у нелюдських тварин, особливо серед птахів. Використовувані методи відрізняються; однак постукування по землі ногами для створення вібрації широко поширене. Одним із поширених прикладів є «танець чайки». Здається, лісова черепаха також пристосована для заклинання черв'яків, оскільки вона, як відомо, тупотить ногами — така поведінка приваблює черв'яків на поверхню і дозволяє черепасі полювати на них.

## Ґрунтові умови
Черв'яки найчастіше зустрічаються у вологих або мокрих умовах і мають тенденцію віддалятися від сухого ґрунту. Успіх принаджування черв'яків часто залежить від цих ґрунтових умов, оскільки принаджувачі обирають вологі місця або використовують воду для приваблення черв'яків.

## Як професія
Черв'яків продають як живу наживку для рибалок, і багато продавців використовують методи заклинання черв'яків, щоб зібрати свій запас. У деяких місцях професійним розробникам хробаків потрібно отримати дозвіл на здійснення своєї діяльності.

## Змагання із заклинання хробака
У більшості змагань переможцями оголошуються особи, які зібрали найбільшу кількість хробаків за встановлений час. Зазвичай у них є зона, у якій можна виконувати свої дії, розміром три квадратні ярди.

### Чемпіонат світу з хробаколовлі

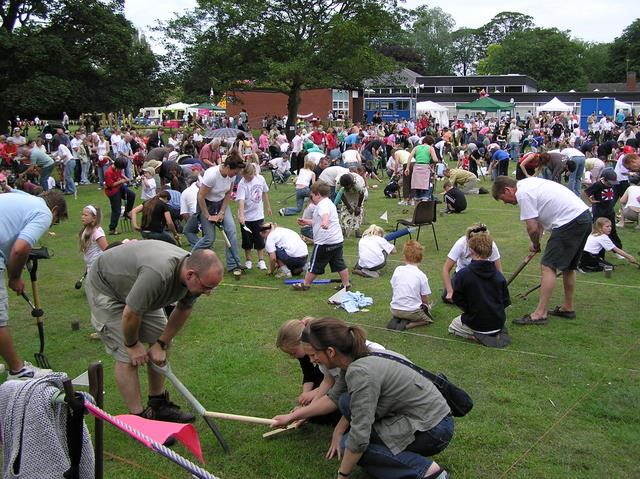
Змагання із заклинання хробака у Вілластоні

Одна з перших подій, пов'язаних із заклинанням хробаків, відбулася на англійському шкільному святі в початковій школі округу Вілластон у Вілластоні, графство Чешир. Чемпіонат світу з хробаколовлі розпочався в 1980 році і зараз є щорічним. Його організував тодішній заступник директора Джон Бейлі, який написав оригінальні правила конкурсу. Стверджується, що ця подія почалася, коли в 1980 році син місцевого фермера Вілластона Том Шаффлеботем за півгодини викликав 511 черв'яків.
Нинішній світовий рекорд був встановлений 29 червня 2009 року 10-річною Софі Сміт з Вілластона, Англія, яка під час британського Всесвітнього чемпіонату з хробаків викликала 567 черв'яків.
Існує 18 правил цього заходу, визначених Міжнародною федерацією заклинання черв'яків та споріднених розваг (IFCWAP). Вони передбачають, що кожен учасник працює на ділянці розміром 3 х 3 метри і для приваблення черв'яків може використовувати лише вібрації або музику, він не має права копати або використовувати «наркотики» для приваблення черв'яків (включаючи воду або інші рідини), може встромити садову виделку в землю і вібрувати нею, щоб заохотити черв'яків, і всі черв'яки повинні бути повернуті в землю після того, як птахи підуть на сідало ввечері в день проведення заходу. Це робиться для того, щоб запобігти «бенкету» для птахів після події.
Конкурс повернувся у 2022 році після того, як він пропустив 2020 та 2021 роки через пандемію COVID-19.

### Фестиваль заклинання черв'яків у Девоні
Ця подія, також відома як Міжнародний фестиваль заклинання хробаків, відбувається в невеликому селі Блекавтон, Південний Девон, під час святкових днів на початку травня. Він працює з 1984 року і супроводжується Фестивалем пива Справжній ель та іншими заходами. Зародження події відбулося в 1983 році, коли Дейв Келланд, повернувшись додому після пиятики в The Normandy Arms, справляв нужду в полі та був здивований, побачивши, як черв'яки випливають на поверхню, що надихнуло його на змагання. З того часу захід проводиться в The Normandy Arms. На відміну від Чемпіонату світу з заклинання хробаками в графстві Чешир, «роздування» землі заборонено, однак використання води дозволено.

### Чемпіонат Корнуолла з заклинання черв'яка
У 2021 році місцева художниця Джорджія Гендал започаткувала новий світовий чемпіонат із заклинання на першому конкурсі в Пенріні. Однак подія у 2022 році у Фалмуті продемонструвала вплив зміни клімату на Worm Charmingзаклинання черв'яка: хвиля спеки призвела до заклинання лише одного хробака.

### Канадський чемпіонат та фестиваль з заклинання черв'яків
9 червня 2012 року в Shelburne Fiddle Park у Шелберні, Онтаріо, відбувся Чемпіонат і Фестивальний канадський конкурс із заклинання великого канадського хробака.

### Американський фестиваль рохкання черв'яків
У місті Сопчоппі, штат Флорида, з 2000 року проводиться щорічний фестиваль «Фестиваль рохкання черв'яків». Подія містить бал і коронацію «Короля і Королеви рохкання черв'яків». Сопчоппі — одна з подій у романі Тіма Дорсі «Блюз риби-клоуна» 2017 року, де елементом сюжету є рохкання хробака.